# Decius
Decius (Gaius Messius Quintus Trajanus Decius), född omkring 201 i Budalia, Pannonien, död i juni 251 i Abrittus i Moesia, var romersk kejsare från september 249 till juni 251.
Decius utropades till romersk kejsare av legionärer i Moesia i slutet av år 249. Han hade skickats dit av kejsar Filip Araben, i egenskap av general, för att kväsa ett uppror lett av militären Marinus. Där lät Decius döda Filip Araben och utropade därefter sig själv till kejsare.
Decius upphöjde sina söner Herennius Etruscus och Hostilianus till medkejsare.

## Förföljelse av de kristna
Decius inledde år 250 e.Kr. den dittills mes omfattande kristendomsförföljelsen i det romerska rikets historia. De kristna började ses som ett hot, eftersom de inte ville offra till kejsaren eller till de romerska gudarna. Därför införde Decius krav på intyg att offret hade gjorts. Många kristna vägrade offra och avrättades, medan andra gav upp sin tro eller köpte sig falska intyg.

## Goterna
Ett annat hot var goterna, vars styrkor under ledning av goten Cniva avancerade norrifrån genom Balkan. Både Decius och hans son Herennius Etruscus dog i slaget vid Abrittus år 251.